# Guainía
Guainía é um departamento da Colômbia. Está localizado a leste do país, na fronteira com o Brasil

## Municípios
1. Puerto Inírida

### Etnias
| Cor/Raça           | Porcentagem |
| ------------------ | ----------- |
| Indígenas          | 64,81%      |
| Mestiços e Brancos | 34,13%      |
| Afro-colombianos   | 1,06%       |